# Gnophos dubitaria
Gnophos dubitaria är en fjärilsart som beskrevs av Otto Staudinger 1892. Gnophos dubitaria ingår i släktet Gnophos och familjen mätare. Inga underarter finns listade i Catalogue of Life.